# Olchowaty
Olchowaty – potok w Polsce, prawostronny dopływ Osławicy, o długości ok. 5 km. Łemkowska nazwa szczytu brzmi Olchowyj.
Potok płynie w zachodniej części Bieszczadów. Jego źródła znajdują się na wysokości ok. 910 m pod północno-zachodnią kulminacją Chryszczatej. Spływa generalnie w kierunku zachodnim i uchodzi do Osławicy na wysokości ok. 475 m. Z obu brzegów przybiera liczne, drobne dopływy, jak prawobrzeżne Roztoka, Solona Woda i inne bez nazw. Na całej długości znajduje się na terenie miejscowości Duszatyn.
13 kwietnia 1907 w wyniku olbrzymiego osuwiska na górnym biegu potoku powstały trzy jeziorka nazwane Jeziorkami Duszatyńskimi. Najwyżej położone nazwano Górnym, następne Dolnym, a trzecie najniżej położone przekopano przed 1925. W 1957 dwa jeziorka objęto ochroną ścisłą tworząc rezerwat przyrody „Zwiezło”.
Osuwisko na Chryszczatej pod względem ilości przemieszczonego materiału (około 12 m³ skał i ziemi) jest największym w Polskich Karpatach. 

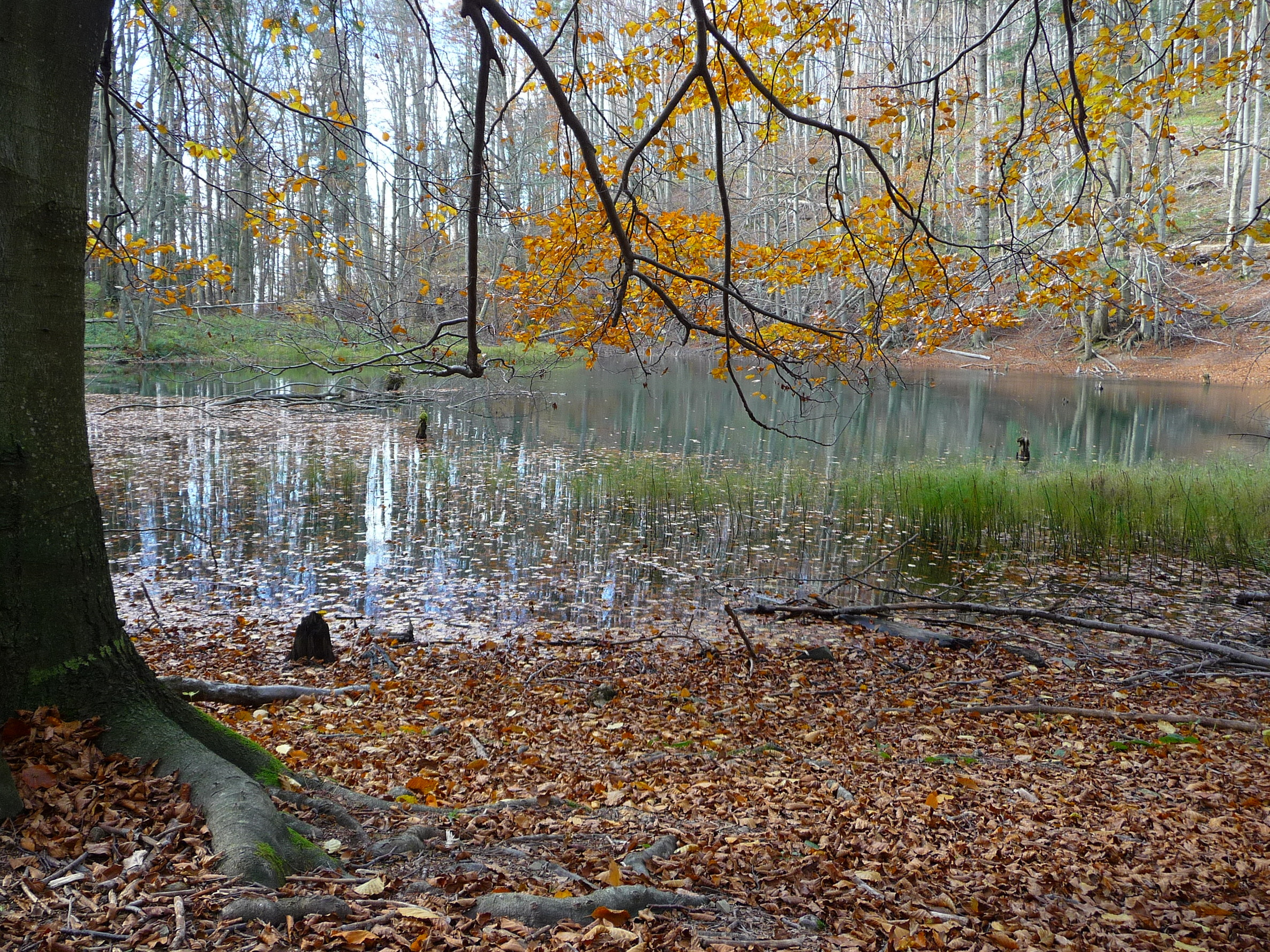
Jeziorko Dolne
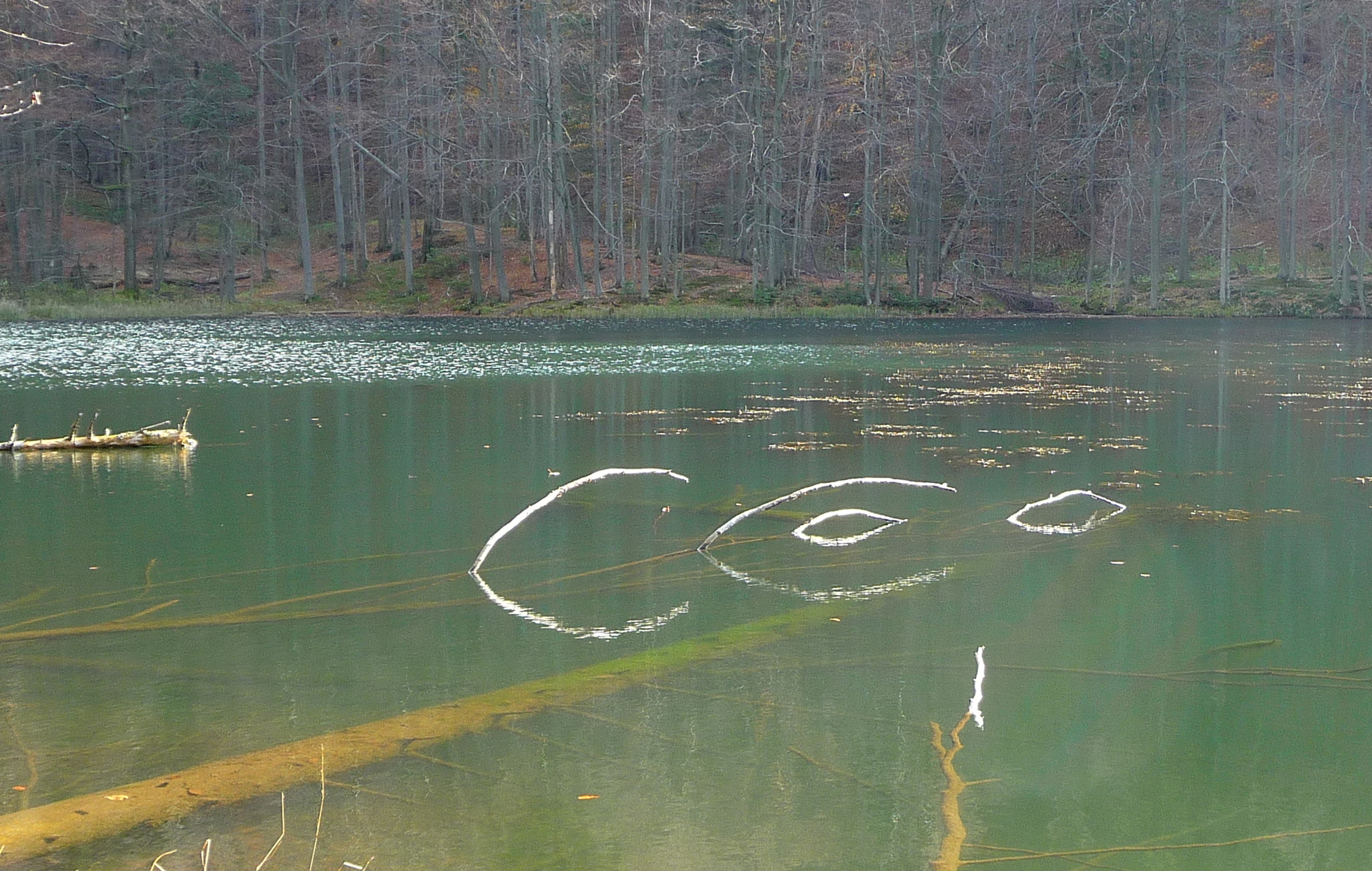
Jeziorko Górne
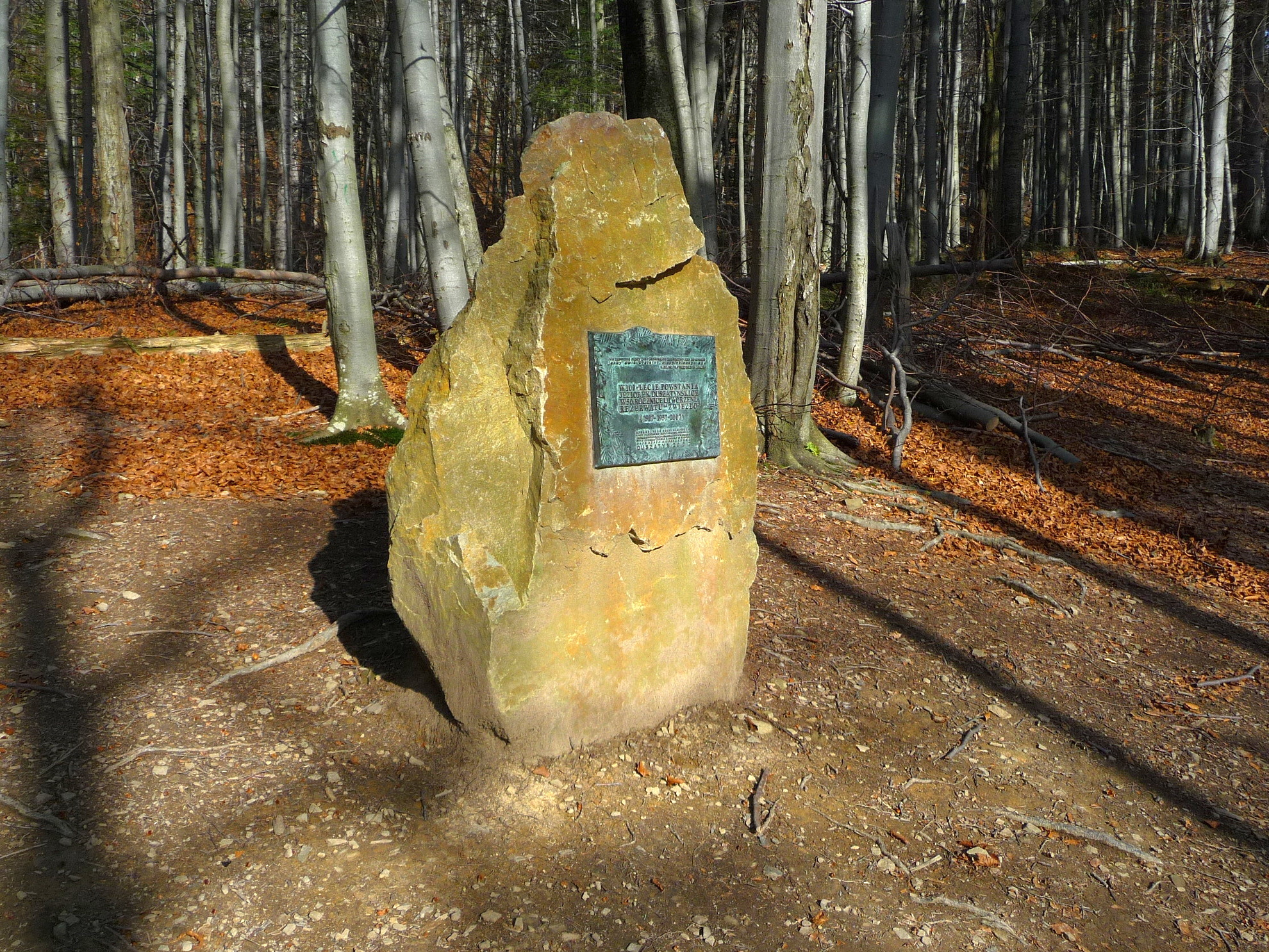
Tablica na 100-lecie utworzenia jeziorek